# Íjászat a 2004. évi nyári olimpiai játékokon
A 2004. évi nyári olimpiai játékokon az íjászatban négy összetett versenyszámban osztottak érmeket.

## Éremtáblázat
(A rendező ország csapata eltérő háttérszínnel, az egyes számoszlopok legmagasabb értéke vagy értékei vastagítással kiemelve.)
| A 2004. évi nyári olimpiai játékok éremtáblázata íjászatban | A 2004. évi nyári olimpiai játékok éremtáblázata íjászatban | A 2004. évi nyári olimpiai játékok éremtáblázata íjászatban | A 2004. évi nyári olimpiai játékok éremtáblázata íjászatban | A 2004. évi nyári olimpiai játékok éremtáblázata íjászatban | Olimpia  |
| ----------------------------------------------------------- | ----------------------------------------------------------- | ----------------------------------------------------------- | ----------------------------------------------------------- | ----------------------------------------------------------- | -------- |
|                                                             | Ország                                                      | Arany                                                       | Ezüst                                                       | Bronz                                                       | Összesen |
| 1.                                                          | Dél-Korea (KOR)                                             | 3                                                           | 1                                                           | 0                                                           | 4        |
| 2.                                                          | Olaszország (ITA)                                           | 1                                                           | 0                                                           | 0                                                           | 1        |
|                                                             |                                                             |                                                             |                                                             |                                                             |          |
| 3.                                                          | Tajvan (TPE)                                                | 0                                                           | 1                                                           | 1                                                           | 2        |
| 4.                                                          | Kína (CHN)                                                  | 0                                                           | 1                                                           | 0                                                           | 1        |
| 4.                                                          | Japán (JPN)                                                 | 0                                                           | 1                                                           | 0                                                           | 1        |
|                                                             |                                                             |                                                             |                                                             |                                                             |          |
| 6.                                                          | Nagy-Britannia (GBR)                                        | 0                                                           | 0                                                           | 1                                                           | 1        |
| 6.                                                          | Ausztrália (AUS)                                            | 0                                                           | 0                                                           | 1                                                           | 1        |
| 6.                                                          | Ukrajna (UKR)                                               | 0                                                           | 0                                                           | 1                                                           | 1        |
|                                                             |                                                             |                                                             |                                                             |                                                             |          |
| Összesen                                                    | Összesen                                                    | 4                                                           | 4                                                           | 4                                                           | 12       |

## Érmesek

### Férfiak
| A 2004. évi nyári olimpiai játékok férfi érmesei íjászatban |                                                            |                                                                 |                                                                     |
| Versenyszám                                                 | Arany                                                      | Ezüst                                                           | Bronz                                                               |
| Férfi összetett, egyéni                                     | Marco Galiazzo · Olaszország (ITA)                         | Jamamoto Hirosi · Japán (JPN)                                   | Tim Cuddihy · Ausztrália (AUS)                                      |
| Férfi összetett, csapat                                     | Dél-Korea (KOR) · Im Donghjon · Csang Jongho · Pak Kjongmo | Tajvan (TPE) · Csen Szu-jüan · Liu Ming-huang · Vang Cseng-pang | Ukrajna (UKR) · Dmitro Hracsov · Viktor Ruban · Olekszandr Szergyuk |

### Nők
| A 2004. évi nyári olimpiai játékok női érmesei íjászatban |                                                              |                                                                                            |                                                       |
| Versenyszám                                               | Arany                                                        | Ezüst                                                                                      | Bronz                                                 |
| Női összetett, egyéni                                     | Pak Szonghjon · Dél-Korea (KOR)                              | I Szongdzsin · Dél-Korea (KOR)                                                             | Allison Williamson · Nagy-Britannia (GBR)             |
| Női összetett, csapat                                     | Dél-Korea (KOR) · I Szongdzsin · Pak Szonghjon · Jun Midzsin | Kína (CHN) · Ho Jing (He Ying) · Csang Csüan-csüan (Zhang Juanjuan) · Lin Szang (Lin Sang) | Tajvan (TPE) · Jüan Su-cse · Vu Huj-csü · Csen Li-csü |